# 贝利茨
贝利茨（德語：Beelitz，發音：[ˈbeːlɪts] ⓘ）是德国勃兰登堡州波茨坦-米特尔马克县的城市，面积181.3平方千米，2023年12月31日人口为13,794人。
贝利茨以芦笋闻名，是勃兰登堡州最大的芦笋种植区的中心城市。2013年5月28日，贝利茨在城市入口处的牌匾上，在城市名字后面加上“芦笋之城”（Spargelstadt）。